# Trattato di Costantinopoli (1454)
Il trattato di Costantinopoli fu firmato il 18 aprile 1454 tra l'impero ottomano e la Repubblica di Venezia. Fu il primo trattato firmato dal sultano turco Mehmet II in seguito alla cattura di Costantinopoli nel 1453. Con tale trattato il Sultano mise al sicuro il nuovo Impero Ottomano dalle eventuali rivendicazioni veneziane di riconquistare Costantinopoli per conto della cristianità. Il trattato diede alla Repubblica di Venezia ampia libertà  nel commercio nel Mediterraneo orientale.

## Conseguenze
Il trattato di Costantinopoli del 1454 ebbe l'effetto di annullare ogni possibilità di un'alleanza di Stati italiani contro l'Impero ottomano. Tale alleanza era voluta da Papa Nicola V.
In tale Trattato il Sultano si impegnava di dare protezione ai mercanti di Venezia, ai sudditi Veneti e tutti coloro che via mare o via terra e si dichiaravano come veneziani.